# Пашнин, Александр Васильевич
Пашнин Александр Васильевич  (3 [16] марта 1917, Харино, Красноармейский район — 15 мая 2005, Ровно) — советский военнослужащий, старший сержант, участник Великой Отечественной войны. Полный кавалер ордена Славы. Участник Парада Победы в Москве 9 мая 1995, в честь 50-летия Победы в Великой Отечественной войне.

## Биография
Родился 16 марта 1917 в с. Харино, ныне Красноармейского района, Челябинской области, в семье служащего. Имел неполное среднее образование. До войны работал токарем. Служил в Красной армии с 1938 по 1940 и с октября 1941 по 1946 года. В боях участвовал с февраля 1943 года. Был командиром орудийного расчёта 786-го лёгкого артиллерийского полка (12-я артиллерийская дивизия РВГК, 65-я армия, Белорусский фронт). С 20 по 21 декабря 1943 года участвовал в сражениях южнее пгт. Паричи (Светлогорский район, Гомельская область, Белоруссия). Во время отражения танковой атаки, орудийным огнём подбил вражеский танк. Был ранен, но оставался на поле боя. 25 января 1944 года награждён орденом Славы 3 степени.
6 февраля 1945 года, Александр Васильевич Пашнин, командир отделения разведки 786 артиллерийского полка (69-я армия, 1-й Белорусский фронт) переправился через реку Одер в передовом отряде, неподалёку населённого пункта Лебус, Германия. Им были обнаруженные 6 пулемётных точек, 3 противотанковых орудия, 2 дзота, которые по его целеуказанию были уничтоженные. При отражении вражеской контратаки, уничтожил свыше десяти противников автоматным огнём. 23 марта 1945 года награждён орденом Славы 2 степени.
С 16 по 17 апреля 1945 года, северо — западнее населённого пункта Лебус, Пашнин Александр Васильевич выявил и передал координаты размещения 3 огневых точек, 2 дзотов, 2 артиллерийских и миномётных батарей врага, которые были уничтоженные. Лично уничтожил более 10 фашистов, и взял в плен офицера. 15 мая 1945 года награждён орденом Славы 1 степени.
Демобилизован в мае 1946 года. Жил и работал в г. Ровно (Украина). В 1962 году окончил 10 классов вечерней школы. Работал главным бухгалтером Ровенских художественно-производственных мастерских Художественного Фонда Украины.
Скончался 15 мая 2005 года. Похоронен в городе Ровно, на Молодёжном кладбище, на центральной аллее.